# マイク・アンド・ザ・メカニックス
マイク & ザ・メカニックス（Mike + The Mechanics ※ロゴ表記はM1ke + The Mechan1c5）は、イングランド出身のロック・バンド。
「ジェネシス」のメンバー、マイク・ラザフォードが主宰するグループ。セカンド・アルバム『リヴィング・イヤーズ』のヒットで大きく知名度を上げ、同氏のサイド・プロジェクトとして定着した。

## 概要
1985年に「ジェネシス」のメンバー、マイク・ラザフォードのソロ・プロジェクトとして発足。パブロック・バンド「エース」に在籍していたポール・キャラック、元「サッド・カフェ」のポール・ヤング（ブルー・アイド・ソウルのポール・ヤングとは別人）という異なるタイプのダブル・ボーカルを擁し、曲のメインを割り振るのが特徴であった。
同年、セルフタイトルのファースト・アルバム『マイク & ザ・メカニックス』を発表。ファースト・シングル「サイレント・ランニング」が全米シングル・チャートで6位、続く「ミラクル」が5位を記録した。
1988年、セカンド・アルバム『リヴィング・イヤーズ』をリリース。シングルカットした表題曲「ザ・リヴィング・イヤーズ」が全米チャートで1位を獲得する大ヒットとなり、グラミー賞にもノミネートされた。
2000年、ポール・ヤングが心臓発作で死去。
2004年に『マイク & ザ・メカニックス & ポール・キャラック』名義でアルバム『リワイアード』を発売後、活動を休止する。
2010年、メンバーを一新して活動を再開。翌2011年に7年ぶり7枚目となるスタジオ・アルバム『The Road』をリリース。
2017年、6年ぶりのアルバム『Let Me Fly』をリリース。

## メンバー

### 現ラインナップ
- マイク・ラザフォード (Mike Rutherford) - ベース、ギター (1985年– )
- アンドリュー・ローチフォード (Andrew Roachford) - ボーカル、キーボード (2010年– )
- ティム・ハワー (Tim Howar) - ボーカル (2010年– )
- アンソニー・ドレナン (Anthony Drennan) - ギター、ベース (2010年– )
- ルーク・ジュディ (Luke Juby) - キーボード (2010年– )
- ゲイリー・ウォリス (Gary Wallis) - ドラムス (サポート1995年–2004年、正規2010年– )

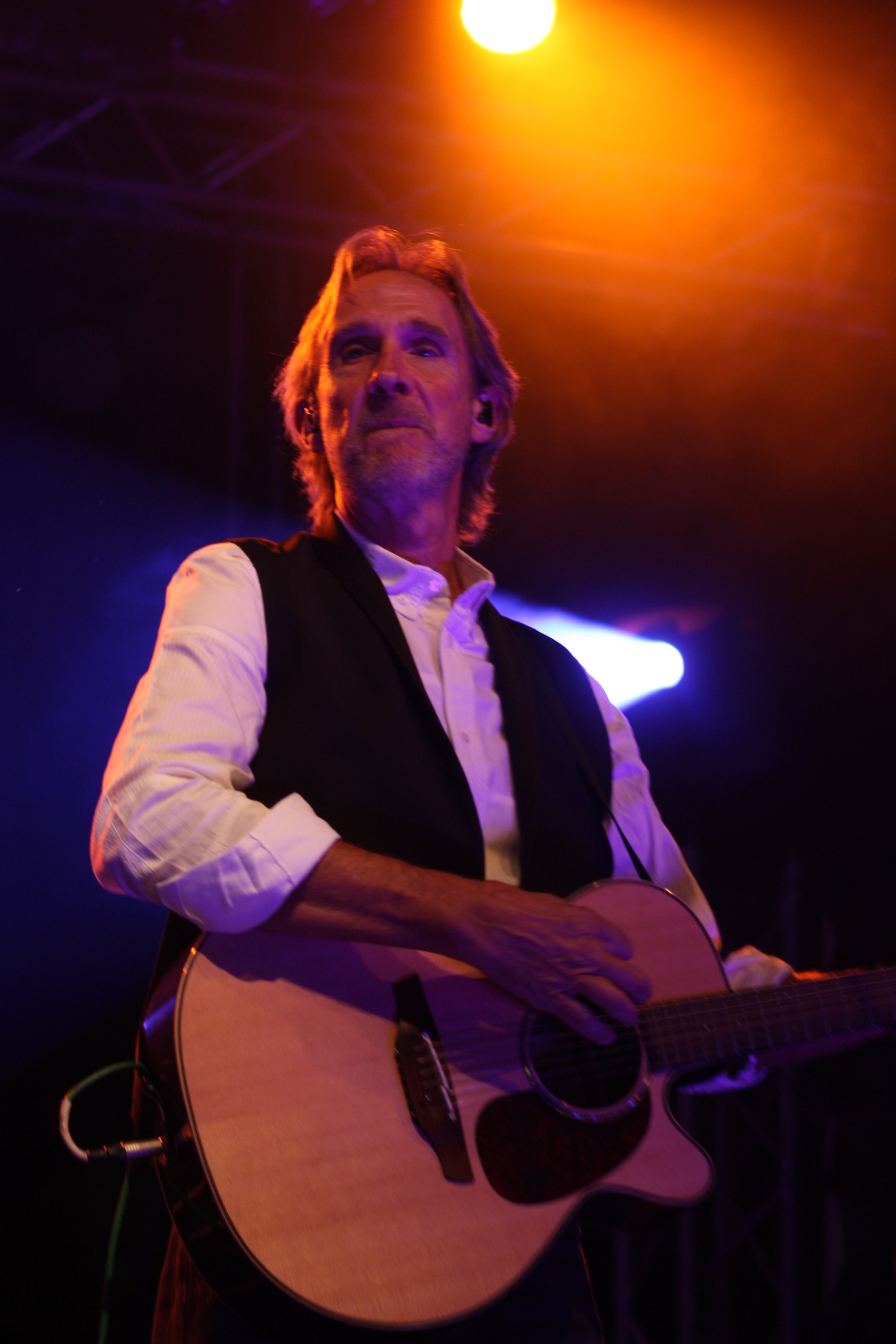
マイク・ラザフォード (B/G) 2013年
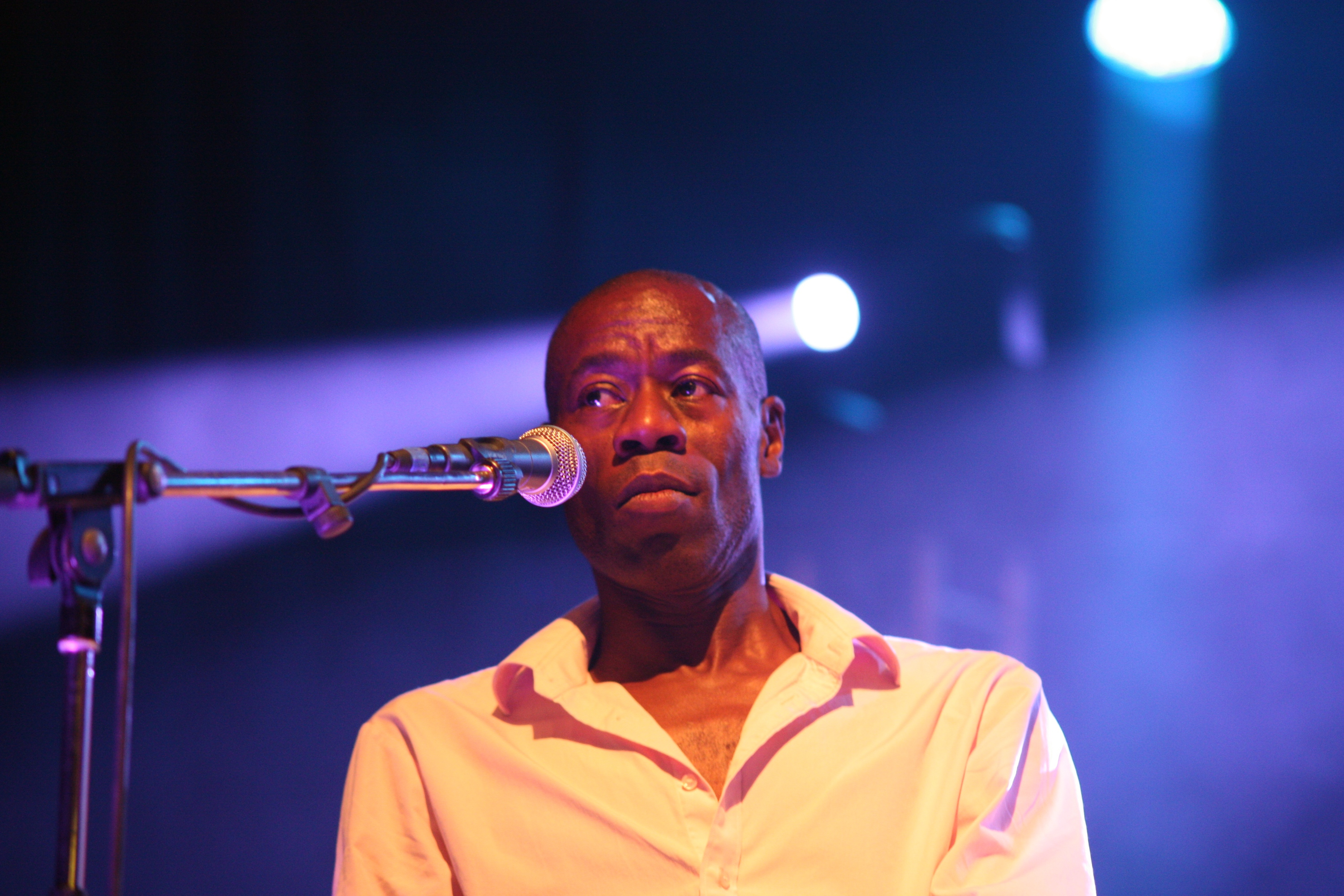
アンドリュー・ローチフォード (Vo/Key) 2013年
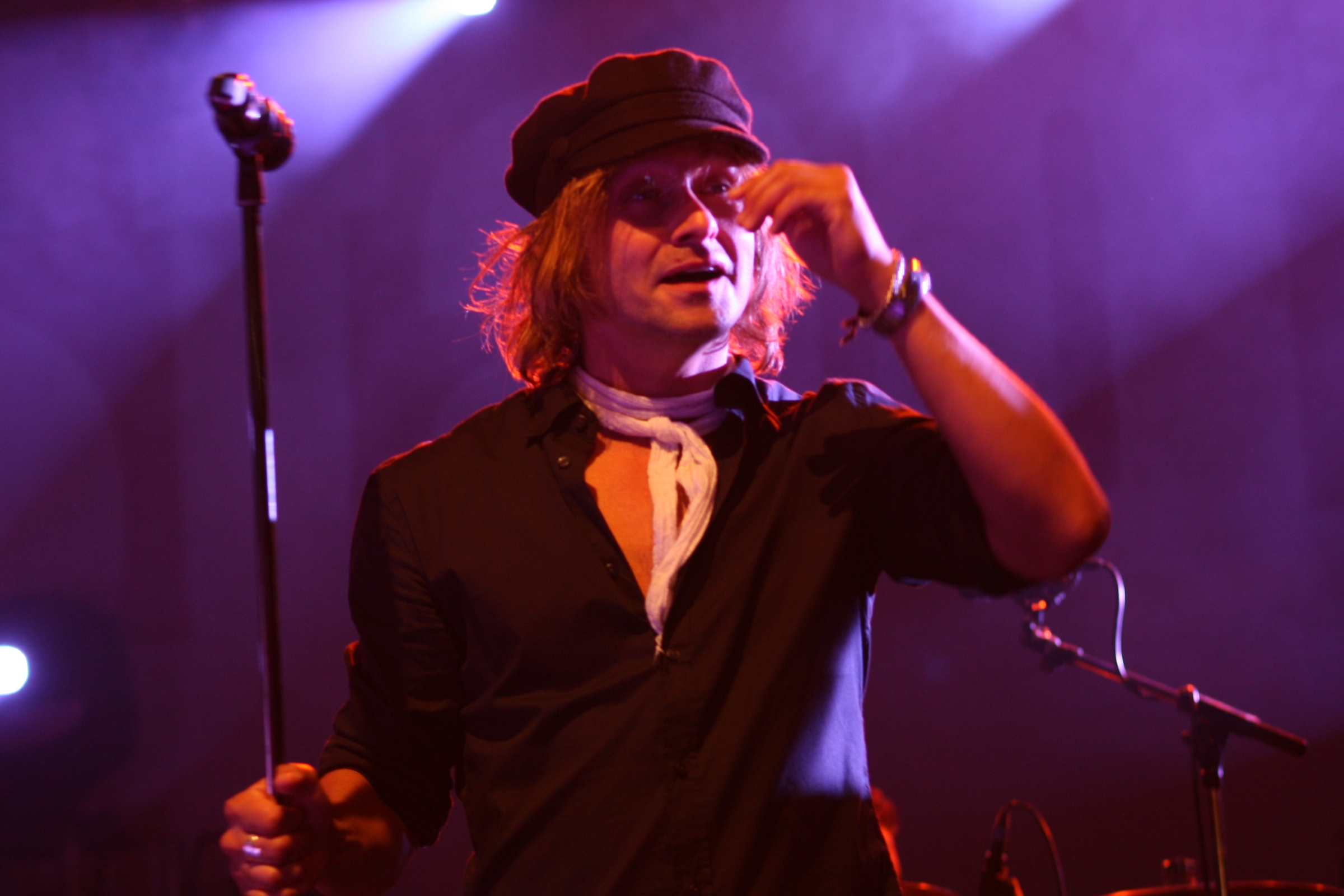
ティム・ハワー (Vo) 2013年
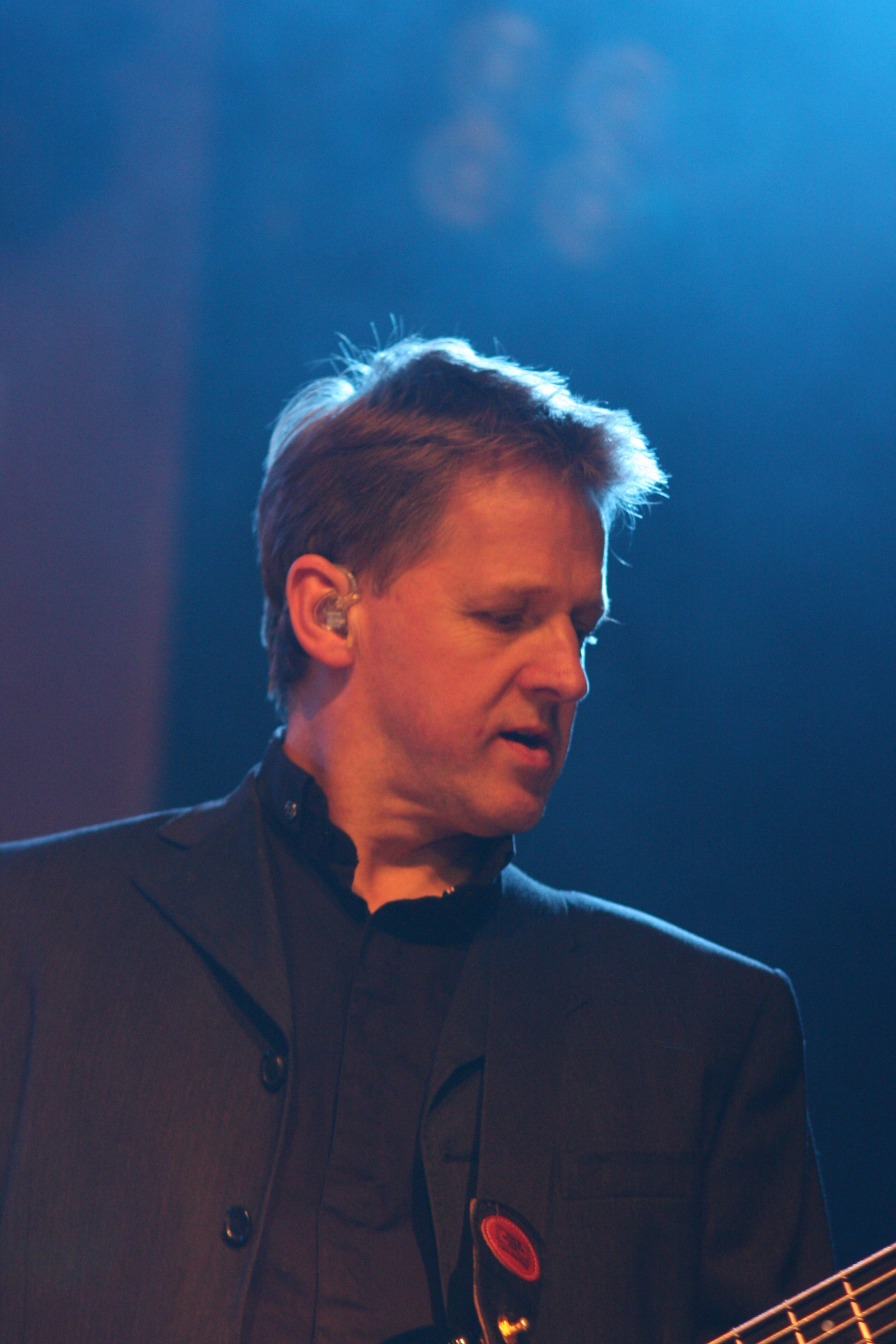
アンソニー・ドレナン (G/B) 2013年
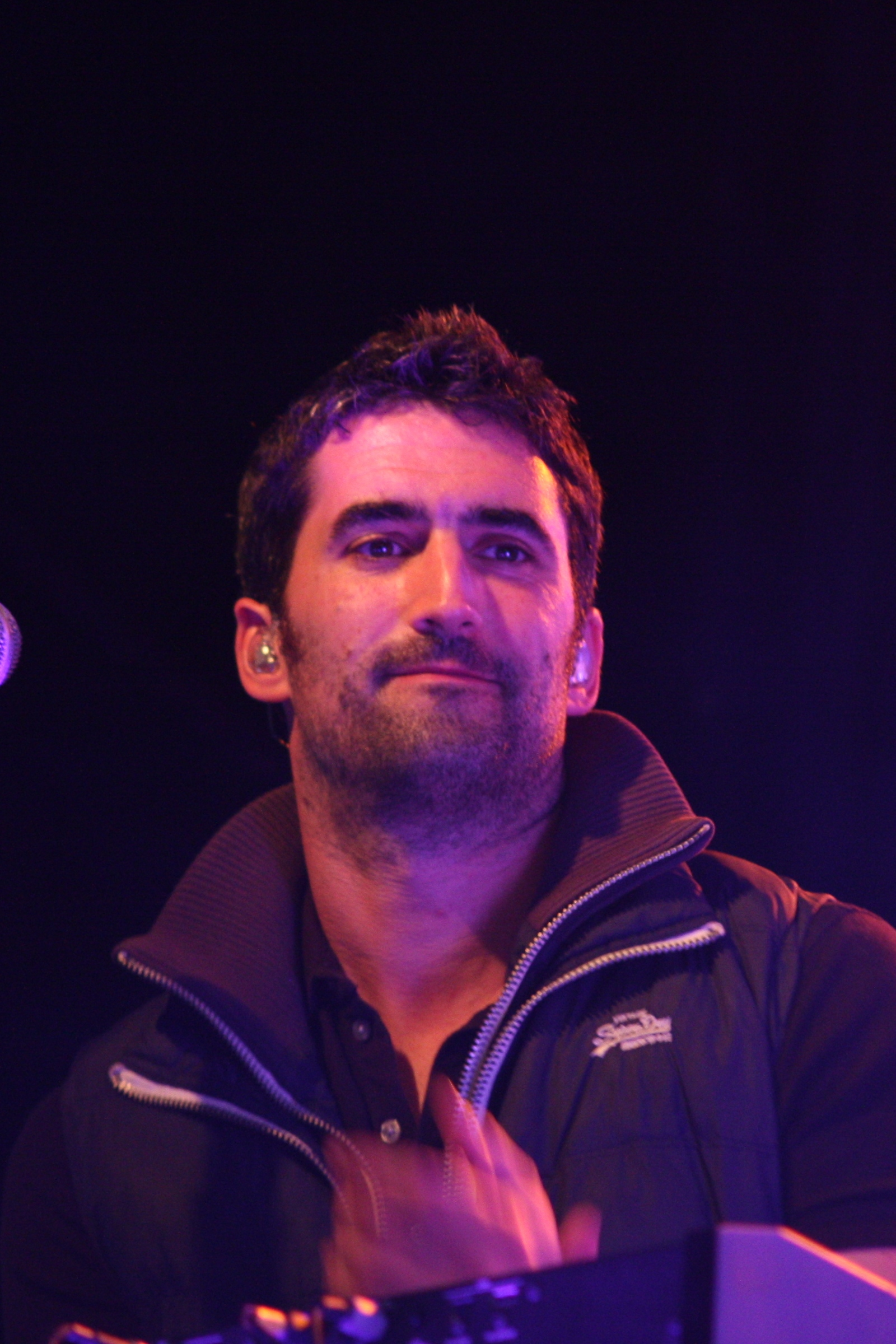
ルーク・ジュディ (Key) 2013年
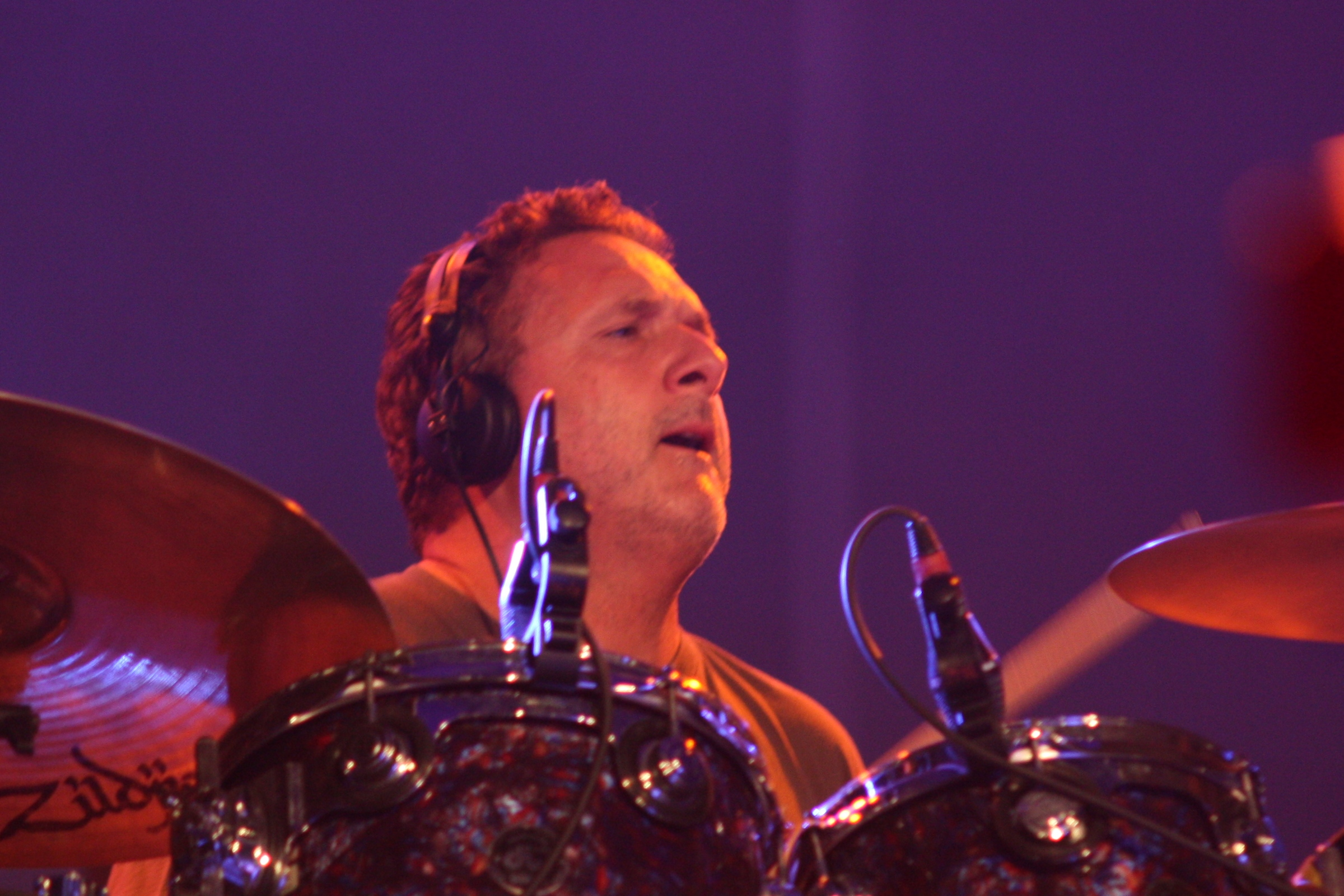
ゲイリー・ウォリス (Ds) 2013年

### 旧メンバー
- ポール・キャラック (Paul Carrack) - ボーカル (1985年–2004年)
- ポール・ヤング (Paul Young) - ボーカル (1985年–2000年) 2000年死去
- ピーター・ヴァン・ホーク (Peter Van Hooke) - ドラムス (1985年–1995年)
- エイドリアン・リー (Adrian Lee) - キーボード (1985年–1995年)

## ディスコグラフィ

### アルバム
- 『マイク & ザ・メカニックス』 - Mike + The Mechanics (1985年) ※邦盤はソロ名義
- 『リヴィング・イヤーズ』 - Living Years (1988年)
- 『ワード・オブ・マウス』 - Word Of Mouth (1991年)
- 『黄金の浜辺にて』 - Beggar On A Beach Of Gold (1995年)
- 『マイク & ザ・メカニックス』 - Mike & The Mechanics (M6) (1999年)
- 『リワイアード』 - Rewired (2004年) ※マイク + ザ・メカニックス・アンド・ポール・キャラック名義
- The Road (2011年)
- Let Me Fly (2017年)
- Out Of The Blue (2019年)

### コンピレーション・アルバム
- 『マイク & ザ・メカニクス・ヒッツ！』 - Hits (1996年)
- 『シングルズ 1985-2014』 - The Singles 1985-2014 (2014年)[5]

### シングル
- 「サイレント・ランニング」 - "Silent Running (On Dangerous Ground)" (1985年)
- 「ミラクル」 - "All I Need Is A Miracle" (1986年)
- 「テイクン・イン」 - "Taken In" (1986年)
- 「ノーバディーズ・パーフェクト」 - "Nobody's Perfect" (1988年)
- 「リヴィング・イヤーズ」 - "The Living Years" (1988年)
- "Seeing Is Believing" (1988年)
- "Nobody Knows" (1988年)
- "Revolution" (1988年)
- 「ワード・オブ・マウス」 - "Word Of Mouth" (1991年)
- "A Time And Place" (1991年)
- "Everybody Gets a Second Chance" (1991年)
- 「ゲット・アップ」 - "Get Up" (1991年)
- "Stop Baby" (1991年)
- 「オーバー・マイ・ショルダー」 - "Over My Shoulder" (1995年)
- "A Beggar On A Beach Of Gold" (1995年)
- "Mea Culpa" (1995年)
- "Another Cup Of Coffee" (1995年)
- "All I Need Is A Miracle '96" (1996年)
- "Now That You've Gone" (1999年)
- "Whenever I Stop" (1999年)
- "One Left Standing" (2004年)
- "Perfect Child" (2004年)
- "Reach Out (Touch the Sun)" (2011年)
- "Try to Save Me" (2011年)